# Mémorandum d'entente

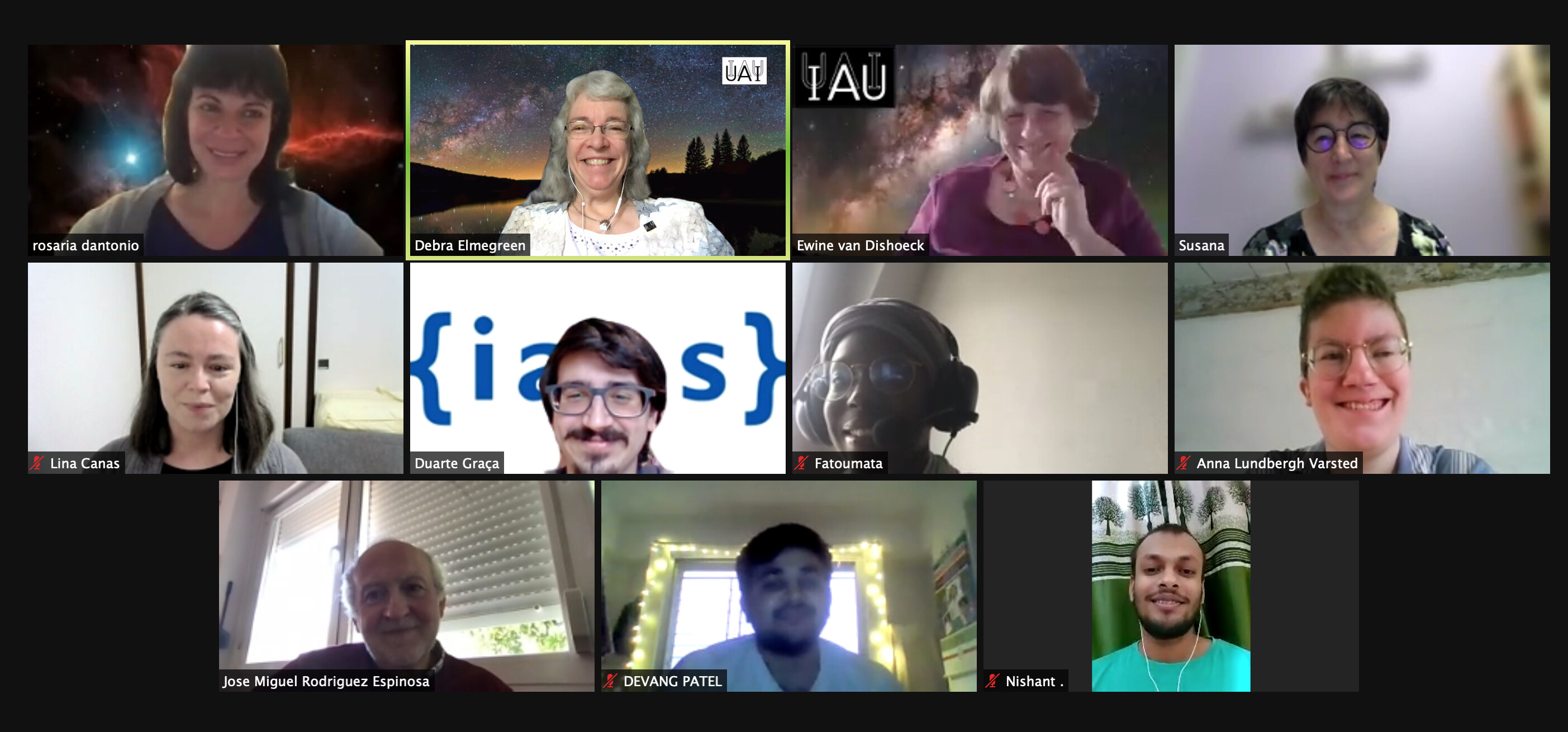
Illustration d'une visio-conférence où des individus peuvent se mettre d'accord

Un mémorandum d'entente (en anglais Memorandum of Understanding - MoU) ou protocole d'entente (P.E.) (Canada) est un document décrivant un accord ou une convention bilatérale ou multilatérale entre ses parties. Elle déclare une convergence d'intention entre les différentes parties, indiquant une ligne d'action commune. Il est souvent utilisé dans les cas où les parties n'ont pas impliqué un engagement juridique ou bien dans des situations où les parties ne peuvent pas créer une entente ayant force exécutoire. Il est une alternative plus formelle à un accord informel (gentlemen's agreement).
Dans certains cas, le mémorandum d'entente peut avoir le pouvoir de liaison d'un contrat, si les « four corners » (quatre coins) que sont l'intention de contracter, l'échange de valeur, l'offre et l'acceptation de l'offre sont remplis.

## En droit international public
En droit international public, les mémorandum d'entente tombent dans la catégorie générale des traités et doivent être enregistrés dans la base de traités des Nations unies. En pratique, et en dépit de l'insistance de la section juridique de l'organisation des Nations unies sur le fait que l'enregistrement doit être entrepris pour éviter la diplomatie secrète, les mémorandum d'entente sont parfois gardés confidentiels. D'un point de vue juridique, le titre de mémorandum d'entente ne présuppose pas le caractère contraignant ou non de l'accord en droit international.

## En droit privé
En droit privé, un mémorandum d'entente peut être considéré comme une lettre d'intention (c'est le cas par exemple dans le droit privé américain).